# Bunny Hug (koktél)

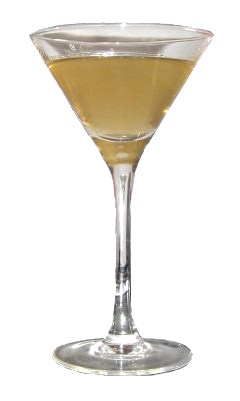
Bunny Hug koktél svájci abszintból, skót whiskyből és párolt ginből.

A Bunny Hug (nyers fordításban: nyusziölelés) vagy Earthquake (földrengés) kora 20. századi, aránylag magas alkoholtartalmú koktél, mely az azonos nevű népszerű, de botrányos táncról kapta a nevét. Ízében a felhasznált abszint dominál, míg másik két összetevője a háttérben marad, de általában felismerhető. Az abszint tilalma alatt elterjedt Pernod likőrrel, pastisszal vagy Herbsainttel készült változata is.

## Elkészítése
Az 1930-as Savoy Cocktail Book szerint az összetevői:
- 1/3 rész gin
- 1/3 rész whisky
- 1/3 rész abszint,

melyeket jéggel összeráznak, majd koktélpohárba töltenek.

## Története
A Savoyban ugyanez a koktél a ma elterjedtebb Earthquake néven is szerepel más gyűjteményekben azonban az Earthquake – eredeti nevén Tremblement de Terre, melyet Henri de Toulouse-Lautrec-től eredeztetnek – egyenlő rész abszintból és cognacból állt. Az 1927-es Barflies and Cocktails könyvben a koktél Bunny's Hug-ként szerepel. A ma elterjedt receptek olykor a pohárba is jeget ajánlanak.
Az abszintot több országra kiterjedő tilalma, majd részleges eltűnése után pastis-szal, Pernod likőrrel vagy az abszint egyéb gasztrokulturális utódaival helyettesítették a koktélokban. Ez a szokás az abszint rehabilitációja óta is megmaradt annak ellenére, hogy az ilyen likőrök eltérő íze, jellemző cukortartalma, magas ánizsolaj-tartalma, illetve kisebb (40–45%) alkoholfoka valamelyest lerontja ezeket a koktélokat, a Bunny Hug esetében pedig sokszor el is nyomja a többi összetevő ízét. Szintén megjegyzendő, hogy manapság az abszintként forgalmazott italok nagy része hamisítvány, melyeknek gyenge íze vagy az abszinttól merőben eltérő ízvilága nem felel meg a koktélhoz.
Whiskyből a füstösebb ízű skót fajták felelnek meg a leginkább.

## Megítélése
A Savoy Cocktail Book a recept mindkét megjelenésekor (Bunny Hug és Earthquake, azaz földrengés) megjegyzést fűz a koktélhoz.
|  | „Ezt a koktélt legjobb azonnal a lefolyóba önteni, mielőtt túl késő volna.” |
|  |                                                                             |

|  | „Így hívjuk, mert mikor ilyet iszik az ember, a föld is remegni kezdhet, az sem számít. Nem ajánlott félvállról venni e koktél erejét, vagy épp túl sűrűn rendelni, ha már itt tartunk!” |
|  | |

Rian James korabeli szerző úgy fogalmazott,
|  | „Egy ilyen után semmi se számít.” |
|  |                                   |

Hasonló figyelmeztetések olykor a mai receptgyűjteményekben is találhatók.
A Bunny Hug és hatása megjelent a Lackadaisy című internetes képregényben is.